# كولة الذخرى (حبيش)

تعديل مصدري - تعديل

كولة الذخرى محلة تابعة لقرية الاثلة، التابعة لعزلة بني شبيب بمديرية حبيش إحدى مديريات محافظة إب في الجمهورية اليمنية، بلغ تعداد سكانها 73 حسب تعداد اليمن لعام 2004.